# Tamanaco
Tamanaco fue un cacique y guerrero indígena venezolano, de las tribus Mariches y Quiriquires durante el siglo XVI y es una de las figuras históricas de la resistencia indígena en contra de la conquista española del territorio venezolano, en la zona central del país. Es uno de los más famosos y conocidos caciques venezolanos.

## Biografía
La ciudad de Santiago de León de Caracas, fue fundada en 1567 por Diego de Losada, era continuamente arrasada por las tribus locales. En 1570 cuando Diego de Mazariegos tomó cargo como gobernador de la provincia de Venezuela, hizo prioridad la pacificación de los territorios. Siguiendo la muerte de Guaicaipuro, Tamanaco se hizo nuevo líder de los mariches y quiriquires.
Para 1573 Tamanaco y su grupo de nativos se volvieron tal problema, que refuerzos vinieron de España y otras islas españolas en el Caribe con el solo propósito de ocuparse de ellos. Luego el capitán Pedro Alonso Galeas y el teniente Francisco Calderón unieron fuerzas con el fin de iniciar una expedición para atrapar a Tamanaco, fueron ayudados por el cacique Aricabacuto y sus yanaconas. Una vez conocido lo de la expedición, Tamanaco preparó una fuerza que constaba de 300 guerreros más la ayuda de las tribus Teques y Arbaco.
Poco después Tamanaco decidió atacar Caracas y persiguió a los soldados españoles hasta el río Guaire, donde estos últimos, liderados por el capitán Hernando de la Cerda, derrotaron a los indígenas con la ayuda de la caballería.

### Muerte
Tamanaco fue apresado vivo y sentenciado a muerte. Sin embargo, Garci González de Silva, a cargo de la ciudad de Caracas, discutiendo con el capitán Mendoza, le propuso una alternativa a Tamanaco, la horca o luchar contra el mastín entrenado de Mendoza, irónicamente llamado "Amigo". Tamanaco aceptó, pero la lucha era desigual y Tamanaco murió por las heridas en su garganta. Luego de su muerte Tamanaco se volvió una leyenda entre los nativos quienes gritan su nombre durante la batalla.

## Legado
En Venezuela hay una gran variedad de obras, urbanizaciones, barrios y sitios que llevan el nombre de Tamanaco. Probablemente los más conocidos son el Hotel Tamanaco Intercontinental, el más antiguo hotel 5 estrellas de Caracas, ron Tamanaco,  el Centro Ciudad Comercial Tamanaco, la avenida Tamanaco en Caracas, la zona residencial Colinas del Tamanaco en Caracas, la fábrica de enseres deportivos Tamanaco y la represa Tamanaco en el estado Guárico entre otros. Las monedas de oro de inversión y de colección son acuñadas en Venezuela con la imagen de Tamanaco.